# 張景燁
張景燁（1584年—？），號紀養，陝西西安府咸寧縣人，明朝政治人物。

## 生平
萬曆三十四年（1606年）丙午科陝西鄉試第二十七名舉人，四十一年（1613年）中式癸丑科會試第一百三十八名，二甲第十八名進士。吏部觀政。

## 家族
父張世美，嘉靖四十年舉人，徐州知州。兄張景熙。
張景熙子張紹齡，天啟二年進士。